# تاکاشی کوندو
تاکاشی کوندو (انگلیسی: Takashi Kondō؛ زادهٔ ۱۲ مهٔ ۱۹۷۹) صداپیشه، و خواننده اهل ژاپن است.